# 世界西洋跳棋總會
世界西洋跳棋總會（法語：Fédération Mondiale du Jeu de Dames）是一個成立於1947年，專門管轄西洋跳棋事務的國際體育組織。目前，該組織約有50個成員國加盟，其總部設在荷蘭阿姆斯特丹。

## 外部連結
- 官方網站 （页面存档备份，存于）